# كأس ملك إسبانيا 1913
كأس ملك إسبانيا 1913 (بالإسبانية: Copa del Rey de Fútbol 1913) هو الموسم 12 من  كأس ملك إسبانيا. كان عدد الأندية المشاركة فيه  5، وفاز فيه ريال يونيون.